# خيسوس غارسيا
خيسوس غارسيا (بالإسبانية: Jesús García)‏ (24 فبراير 1952 - ) هو لاعب كرة سلة مكسيكي في مركز الوسط، شارك في بطولة كأس العالم لكرة السلة 1974 والألعاب الأولمبية الصيفية 1976 وبطولة أمم الأمريكتين لكرة السلة 1980.

## وصلات خارجية
- خيسوس غارسيا على موقع الاتحاد الدولي لكرة السلة (الإنجليزية)
- خيسوس غارسيا على موقع سبورتس رفرنس (الإنجليزية)
- خيسوس غارسيا على موقع أوليمبيديا (الإنجليزية)